# Списак основних школа у Нишу
На територији Града Ниша налази се 33 основних школа.

## Општина Медијана
| Основна школа          | Адреса                         | Година оснивања | Ранији називи                                                                                                  |
| ---------------------- | ------------------------------ | --------------- | --- |
| ОШ „Вожд Карађорђе“    | Вожда Карађорђа 29.            | 1889.           | Државна народна школа „Вожд Карађорђе“ · Прва осмолетка                                                        |
| ОШ „Душан Радовић“     | Ђердапска 45.                  | 1987.           | ОШ „Филип Филиповић”                                                                                           |
| ОШ „Доситеј Обрадовић” | Краљевића Марка бр. 13а        | 1962.           | — |
| ОШ „Др Зоран Ђинђић“   | Павла Софрића 30.              | 1962/2009.      | раније у саставу ОШ „Иван Горан Ковачић”                                                                       |
| ОШ „Радоје Домановић“  | Генерала Милојка Лешјанина 49а | 1902.           | Основна школа на Тргу кнеза Михаила · Трећа осмолетка · ОШ „Маршал Тито”                                       |
| ОШ „Ратко Вукићевић”   | Ратка Вукићевића 5.            | 1949.           | Друга осмолетка · Осмогодишња школа „Змај Јова Јовановић”                                                      |
| ОШ „Свети Сава“        | Гарсије Лорке ББ               | 1980.           | ОШ "Едвард Кардељ"                                                                                             |
| ОШ „Ћеле Кула”         | Радних бригада бр. 28          | 1971.           | Основна школа „21. мај”                                                                                        |
| ОШ „Учитељ Таса“       | Рајићева 24.                   | 1830.           | Мушка народна школа · Народна школа код Саборне цркве · Државна народна школа „Свети Сава” · Четврта осмолетка |
| ОШ „Цар Константин“    | Великотрнавска 4               | 1962.           | ОШ „21. мај”                                                                                                   |

## Општина Нишка Бања
| Основна школа              | Адреса                               | Година оснивања | Ранији називи                           |
| -------------------------- | ------------------------------------ | --------------- | --------------------------------------- |
| ОШ „Иван Горан Ковачић“    | Ивана Горана Ковачића 14, Нишка Бања | 1920.           | Девета осмољетка · ОШ „Стеван Синђелић” |
| ОШ „Душан Тасковић Срећко“ | Сићево бб, Сићево                    | 1879.           | —                                       |
| ОШ „Ђура Јакшић“           | Српских просветитеља бб, Јелашница   | 1879.           | —                                       |

## Општина Палилула
| Основна школа               | Адреса                     | Година оснивања | Ранији називи                                                                                          |
| --------------------------- | -------------------------- | --------------- | --- |
| ОШ „Бубањски хероји”        | Бубањских хероја 1         | 1972.           | — |
| ОШ „Бранко Миљковић”        | Љубомира Николића 3.       | 1965/1971.      | раније у саставу ОШ „21. мај”                                                                          |
| ОШ „Бранко Радичевић”       | Победе 72, Габровац        | 1878.           | — |
| ОШ „Десанка Максимовић”     | Маршала Тита бр. 18, Чокот | 1922.           | „Основна школа Чокот Краљевине СХС” · „Основна школа 29. новембар у Чокоту”                            |
| ОШ „Коле Рашић”             | Васе Чарапића 8б           | 1941.           | Шеста осмољетка                                                                                        |
| ОШ „Краљ Петар I”           | Војводе Путника 1.         | 1933.           | ОШ „Краљ Петар II” · Основна школа број 4 · Седма осмолетка · ОШ „Зора социјализма” · ОШ „Моша Пијаде” |
| ОШ „Сретен Младеновић Мика” | Шабачка 20                 | 1982.           | — |
| ОШ „14. октобар”            | Гоце Делчева 2             | —               | — |

## Општина Пантелеј
| Основна школа             | Адреса                            | Година оснивања | Ранији називи                      |
| ------------------------- | --------------------------------- | --------------- | ---------------------------------- |
| ОШ „Јован Јовановић Змај“ | Малча бб, Малча                   | 1879.           | —                                  |
| ОШ „Карађорђе”            | Просветина бр. 1, Горњи Матејевац | 1836.           | ОШ „Карађорђе” · ОШ „Борис Кидрич” |
| ОШ „Мирослав Антић“       | Књажевачка 156.                   | 1983.           | ОШ „Родољуб Чолаковић”             |
| ОШ „Његош”                | Пантелејска 60.                   | 1887.           | „Основна школа у Јагодин-мали”     |
| ОШ „Стеван Синђелић“      | Каменица                          | 1883.           | —                                  |
| ОШ „Стефан Немања”        | Косовке девојке бб                | 1973.           | ОШ „Добросав Јовановић-Станко”     |
| ОШ „Чегар”                | Школска бб                        | 1965/1970.      | раније у саставу ОШ „Његош”        |

## Општина Црвени Крст
На територији градске општине Црвени Крст налази се 7 основних школа.

### ОШ „Иво Андрић“
ОШ „Иво Андрић“ се налази у улици Бранка Бјеговића ББ.
Основна школа „Иво Андрић“ настала је издвајањем из ОШ „Вук Караџић“ у Нишу 12. децембра 1975. године. Новоформираној школи најпре је припојено издвојено одељење у Доњем Комрену, које се данас налази у насељу Бранко Бјеговић, а затим и издвојено одељење у Чамурлији.
Са око 40 одељења и око 1000 ученика, ОШ „Иво Андрић“ је једна од највећих школа у Нишу.

### ОШ „Вук Караџић“
ОШ „Вук Караџић“ се налази у улици Београдска 2.

### ОШ „Бранислав Нушић“
ОШ „Бранислав Нушић” се налази у Доњој Трнави.

### ОШ „Лела Поповић“
ОШ „Лела Поповић“ се налази у Миљковцу.

### ОШ „Војислав Илић Млађи“
ОШ „Војислав Илић Млађи“ се налази у улици Данила Прице 108. Налази се у Хуму.

### ОШ „Први мај“
ОШ „Први мај“ се налази у улици Железничка ББ. Налази се у Трупалама.

### ОШ „Милан Ракић“
ОШ „Милан Ракић“ се налази у улици Димитрија Туцовића 50.